# Labasa
'Labasa (pronunciado [lamˈbasa]) é uma cidade de Fiji, capital da subdvisão do Norte.Possui cerca de 24 000 habitantes, de acordo com o Censo de 1996.
Labasa está localizada na província de Macuata, ao noroeste da ilha de Vanua Levu, sendo a maior cidade da ilha. A cidade está localizado num delta formado por três rios – o Wailevu, o Labasa e o Qawa. Os dois últimos são conectados por um canal de 8 quilômetros. A principal rua da cidade de Labasa é conhecida por ser a primeira a possuir um conjunto de semáforos em toda a ilha. 